# Vanavasi
Vanavasi é uma panchayat (vila) no distrito de Salem, no estado indiano de Tamil Nadu.

## Demografia
Segundo o censo de 2001, Vanavasi tinha uma população de 6749 habitantes. Os indivíduos do sexo masculino constituem 52% da população e os do sexo feminino 48%. Vanavasi tem uma taxa de literacia de 66%, superior à média nacional de 59.5%: a literacia no sexo masculino é de 73% e no sexo feminino é de 58%. Em Vanavasi, 10% da população está abaixo dos 6 anos de idade.